# Jay Love Japan
Jay Love Japan – pośmiertny album studyjny amerykańskiego producenta hip-hopowego J Dilli.

## Lista utworów
1. "Jay Love Japan Intro" (0:11)
2. "Yesterday" (1:11)
3. "Say It" (feat. Ta'Raach & Exile) (2:54)
4. "Oh Oh" (3:08)
5. "First Time" (feat. Baatin & The Ruckazoid) (2:55)
6. "In the Streets" (3:06)
7. "Feel The Beat" (2:02)
8. "Can’t You See" (2:06)
9. "Say It" (Instrumental) (2:24)

## Użyte sample
- "Jay Love Japan Intro"
  - "The Fairy Garden" by Isao Tomita
- "Say It"
  - "Nothing Seems Impossible" by The Emotions
- "First Time"
  - "Moments In Love" by Art of Noise
- "Believe in God"
  - "You Are Just A Living Doll" by JJ Barnes
- "Can’t You See"
  - "Can’t You See It's Me" by Diana Ross & The Supremes